# Duckeanthidium yurimaguasano
Duckeanthidium yurimaguasano là một loài ong trong họ Megachilidae. Loài này được Urban miêu tả khoa học đầu tiên năm 2004.